# Gstaad
Gstaad és un poble del municipi de Saanen de Suïssa, ubicada al cantó de Berna.
Fins a la darreria del segle xix era un assentament de granger sense gaire interés. Després del gran incendi de 1898 va començar el desenvolupament turístic. Avui, el lloc és conegut com una destinació turística d'hivern, en la qual passen les vacances un bon nombre de personatges famosos i de membres de la reialesa i de l'aristocràcia europees.
Entre altres esdeveniments s'hi disputa l'Obert de Suïssa, que és la competició de tennis més important de Suïssa.